# ويليام فيليرز براون
ويليام فيليرز براون (بالإنجليزية: William Villiers Brown)‏ هو سياسي أسترالي، ولد في 1843 في ملبورن في أستراليا، وتوفي في 29 أبريل 1915 في توومبا في أستراليا. انتخب عضو المجلس التشريعي ولاية كوينزلاند.